# The Rise and Fall of an Olympic Village
The Rise and Fall of an Olympic Village fou un programa de televisió de la cadena Norsk Rikskringkasting de Noruega, que va ser la contribució d'aquest país al Festival de la televisió de Montreux (Suïssa) el 1994, on va obtenir la Rose d'Argent al millor programa d'humor. Va ser dirigit per Helge Lyngstad i representat pel trio d'humor KLM, format per Trond Kirkvaag, Knut Lystad i Lars Mjøen. Aquest "documental" mostrava com Noruega va aconseguir la candidatura per a organitzar els Jocs Olímpics d'hivern i els problemes que això comportava. Era narrat en anglès per Paul Chapman.